# 阿根廷选举

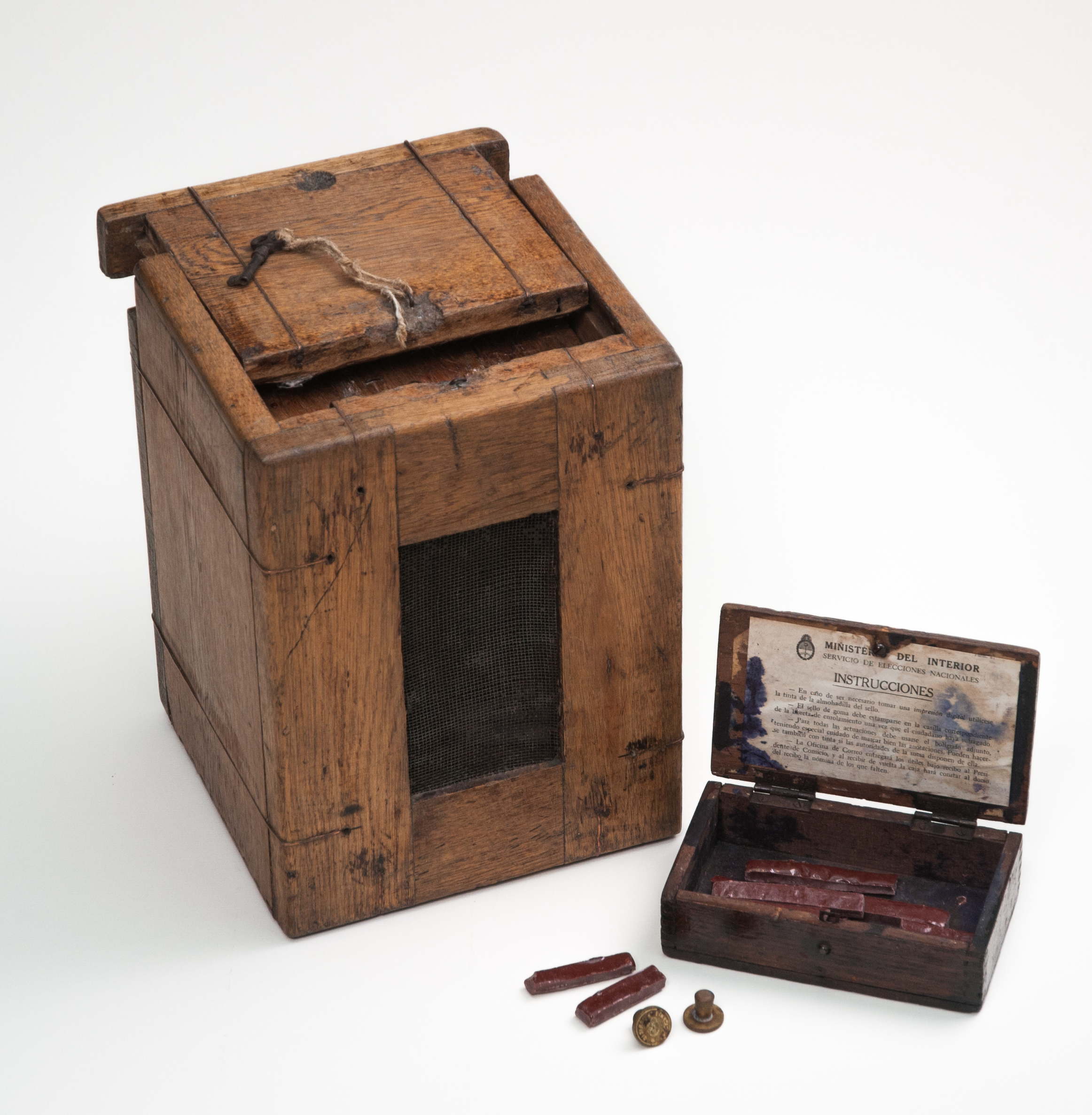
1916年选举中使用的投票箱。

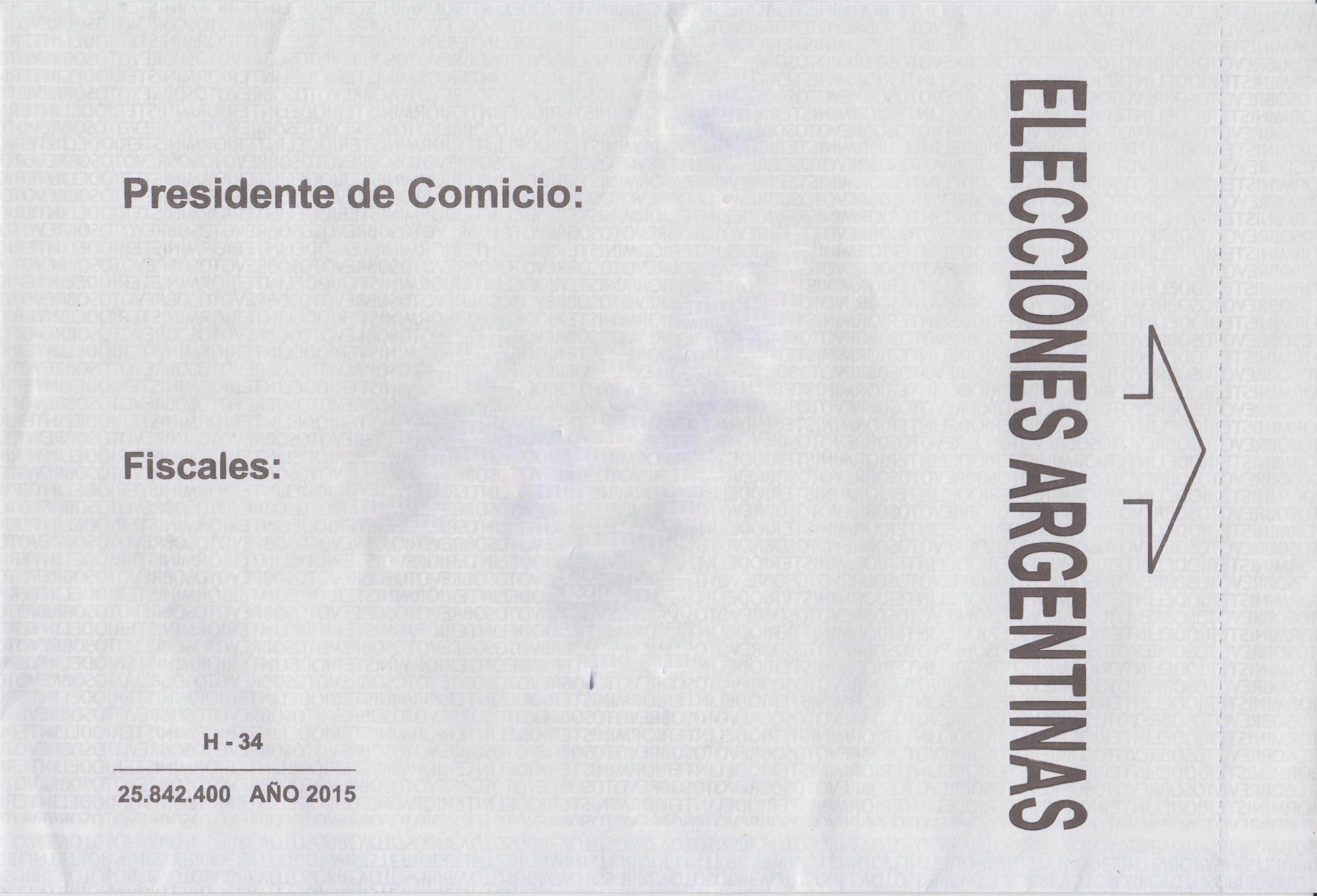
在2015年总统选举中投票信封

阿根廷共和国每两年会举行一次立法机构选举，自1995年以来每四年举行一次总统选举（以前每六年举行一次）。阿根廷宪法的第一条规定，该国实行“代议、共和和联邦制”的政府体制。由于是联邦制国家，所以阿根廷定期举行两种主要类型的选举：
- 国家选举，以选取联邦政府机构：由总统和副总统组成的行政机构，以及由参议院和众议院组成的国会。
- 全国内的省份和布宜诺斯艾利斯市的地方选举，来选出各省的立法权力和行政权力。

各地市政选举受各省的法律和程序管辖定期举行。
有时候会举行常规选举以组建制宪会议用以修改宪法，分别在1853年、1860年、1866年、1898年、1949年、1957年和1994年出现过。
任何16岁以上的公民，投票是普遍、匿名和强制性。对于18岁以下和70岁以上的，不投票并不处罚。在某些情况下，允许定居的外国人投票。2012年11月，通过的一项法律允许16至18岁的年轻人选择投票。
总统和副总统通过直接普选，采用两轮制，投票选出，任期四年。如果没有正副總統候選人获得超过45%的赞成票或者也沒有得到超过40%的赞成票与排名第二的正副總統候選人的赞成票相差10个百分点，则必须进行第二轮投票。得票率前两名的正副總統候选人进入第二轮投票，第二轮得票数高者当选。
国会有两个议院组成：
- 众议院有257名成员，在每个選區（23个省和布宜诺斯艾利斯自治市）通过使用漢狄法选举产生，任期四年，每两年所有选区轮替半数席位。
- 参议院有72名议员，任期六年，代表着每个省份。

## 历史
1912年以罗克·萨恩斯·佩尼亚总统命名的《萨恩斯·佩尼亚法》保障了对阿根廷男性公民的普遍、匿名和强制投票。使用萨恩斯·佩尼亚法的第一次选举是在1916年阿根廷大选中。直到1947年，在胡安·多明戈·庇隆政府批准了第13,010号法《伊娃法》之前，妇女在阿根廷没有投票权。妇女在1951年的全国选举中首次投票。

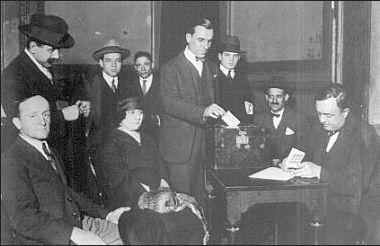
Voters casting their ballots in the 1924 legislative election.

在整个20世纪，投票权受到阿根廷众多独裁政权的压制。何塞·费利克斯·乌里布鲁（1930年-1932年）和所谓的解放革命和阿根廷革命等独裁政权，以及最后的军事独裁政权（1976年-1983年），都完全压制了投票权。此外，在“臭名昭著的十年”的历届政府中，选举舞弊现象十分普遍。自1983年恢复民主以来，阿根廷的选举被普遍认为是自由、公平和透明，参与率很高，截至2019年平均为70.24%。
2012年，第26,774号法将阿根廷公民的法定投票年龄从18岁降低到16岁。

### 演变
阿根廷的选举制度随着事件的变化而出现过一下的选举方式：
- 領先者當選：票数最多的候选人当选。
- 多议席多票制：获得票数最多的政党，全部候选人当选。
- 不完整选单：得票最多的政党赢得三分之二的席位，得票第二多的政党赢得剩余的三分之一席位。
- 比例代表制：席位按各党派获得的票数按比例分配。
- 两轮选举制：获得50%以上票数的候选人当选。如果没有候选人获得50%的选票，则在获得15%以上选票的候选人中进行第二轮投票。
- 选票差异：获得票数超过45%的候选人获胜或超过40%的选票与第二名相差10个百分点以上。如果未达到百分比，则在两名得票最多的候选人之间进行第二轮投票。
- 带选票的不完整选单：获得超过50%选票的政党赢得两个席位，得票第二多的政党赢得一个席位。如果没有政党获得50%的选票，则在两个得票最多的政党之间进行第二轮投票。
- 選舉人團：间接选举，由选民投票给选举人，然后选举人投票给候选人。
- 立法机关任命：候选人由省级立法机关任命。

### 总统选举
| 年份           | 省份                   | 联邦首都               | 国家领土             |
| -------------- | ---------------------- | ---------------------- | -------------------- |
| 1854年至1880年 | 选举人团，多议席多票制 | 不存在                 | 无权选举             |
| 1886年至1910年 | 选举人团，多议席多票制 | 选举人团，多议席多票制 | 无权选举             |
| 1916年至1931年 | 选举人团，不完整名单   | 选举人团，不完整名单   | 无权选举             |
| 1937年         | 选举人团，多议席多票制 | 选举人团，多议席多票制 | 无权选举             |
| 1946年         | 选举人团，多议席多票制 | 选举人团，多议席多票制 | 无权选举             |
| 1951年         | 领先者当选             | 领先者当选             | 领先者当选           |
| 1958年         | 选举人团，不完整名单   | 选举人团，不完整名单   | 选举人团，不完整名单 |
| 1963年         | 选举人团，比例代表制   | 选举人团，比例代表制   | 选举人团，比例代表制 |
| 1973年3月      | 两轮选举制             | 两轮选举制             | 两轮选举制           |
| 1973年9月      | 两轮选举制             | 两轮选举制             | 两轮选举制           |
| 1983年         | 选举人团，比例代表制   | 选举人团，比例代表制   | 选举人团，比例代表制 |
| 1989年         | 选举人团，比例代表制   | 选举人团，比例代表制   | 选举人团，比例代表制 |
| 1995年至今     | 选票差异制             | 选票差异制             | 建制取消             |

### 立法选举

#### 众议院选举
| 年份           | 省份         | 联邦首都     | 国家领土   |
| -------------- | ------------ | ------------ | ---------- |
| 1854年至1880年 | 多议席多票制 | 不存在       | 无权选举   |
| 1882年至1902年 | 多议席多票制 | 多议席多票制 | 无权选举   |
| 1904年         | 领先者当选   | 领先者当选   | 无权选举   |
| 1906年至1910年 | 多议席多票制 | 多议席多票制 | 无权选举   |
| 1912年至1948年 | 不完整选单   | 不完整选单   | 无权选举   |
| 1951年         | 领先者当选   | 领先者当选   | 无权选举   |
| 1954年         | 领先者当选   | 领先者当选   | 无权选举   |
| 1958年至1962年 | 不完整选单   | 不完整选单   | 无权选举   |
| 1963年         | 比例代表制   | 比例代表制   | 无权选举   |
| 1965年         | 比例代表制   | 比例代表制   | 无权选举   |
| 1973年至1989年 | 比例代表制   | 比例代表制   | 比例代表制 |
| 1991年至今     | 比例代表制   | 比例代表制   | 建制取消   |

#### 参议院选举
| 年份           | 省份               | 联邦首都               | 国家领土 |
| -------------- | ------------------ | ---------------------- | -------- |
| 1854年至1880年 | 由立法机关任命     | 不存在                 | 无权选举 |
| 1882年至1910年 | 由立法机关任命     | 选举人团，多议席多票制 | 无权选举 |
| 1913年至1935年 | 由立法机关任命     | 选举人团，不完整名单   | 无权选举 |
| 1938年至1949年 | 由立法机关任命     | 选举人团，多议席多票制 | 无权选举 |
| 1951年         | 多议席多票制       | 多议席多票制           | 无权选举 |
| 1954年         | 领先者当选         | 多议席多票制           | 无权选举 |
| 1958年         | 由立法机关任命     | 选举人团，不完整名单   | 无权选举 |
| 1961年         | 由立法机关任命     | 选举人团，不完整名单   | 无权选举 |
| 1963年         | 由立法机关任命     | 选举人团，比例         | 无权选举 |
| 1966年         | 由立法机关任命     | 不选举                 | 无权选举 |
| 1973年         | 带选票的不完整选单 | 带选票的不完整选单     | 无权选举 |
| 1983年至1989年 | 由立法机关任命     | 选举人团，比例代表制   | 无权选举 |
| 1992年         | 由立法机关任命     | 选举人团，比例代表制   | 建制取消 |
| 1995年         | 由立法机关任命     | 领先者当选             | 建制取消 |
| 1998年         | 由立法机关任命     | 不选举                 | 建制取消 |
| 2001年至今     | 不完整选单         | 不完整选单             | 建制取消 |

### 制宪大会
通过选举选出一个制宪会议，以修改宪法。
| 年份   | 省份         | 联邦首都     | 国家领土 |
| ------ | ------------ | ------------ | -------- |
| 1853年 | 多议席多票制 | 不存在       | 不存在   |
| 1860年 | 多议席多票制 | 不存在       | 不存在   |
| 1866年 | 多议席多票制 | 不存在       | 无权选举 |
| 1898年 | 多议席多票制 | 多议席多票制 | 无权选举 |
| 1948年 | 不完整选单   | 不完整选单   | 无权选举 |
| 1957年 | 比例代表制   | 比例代表制   | 无权选举 |
| 1994年 | 比例代表制   | 比例代表制   | 建制取消 |

## 投票资格

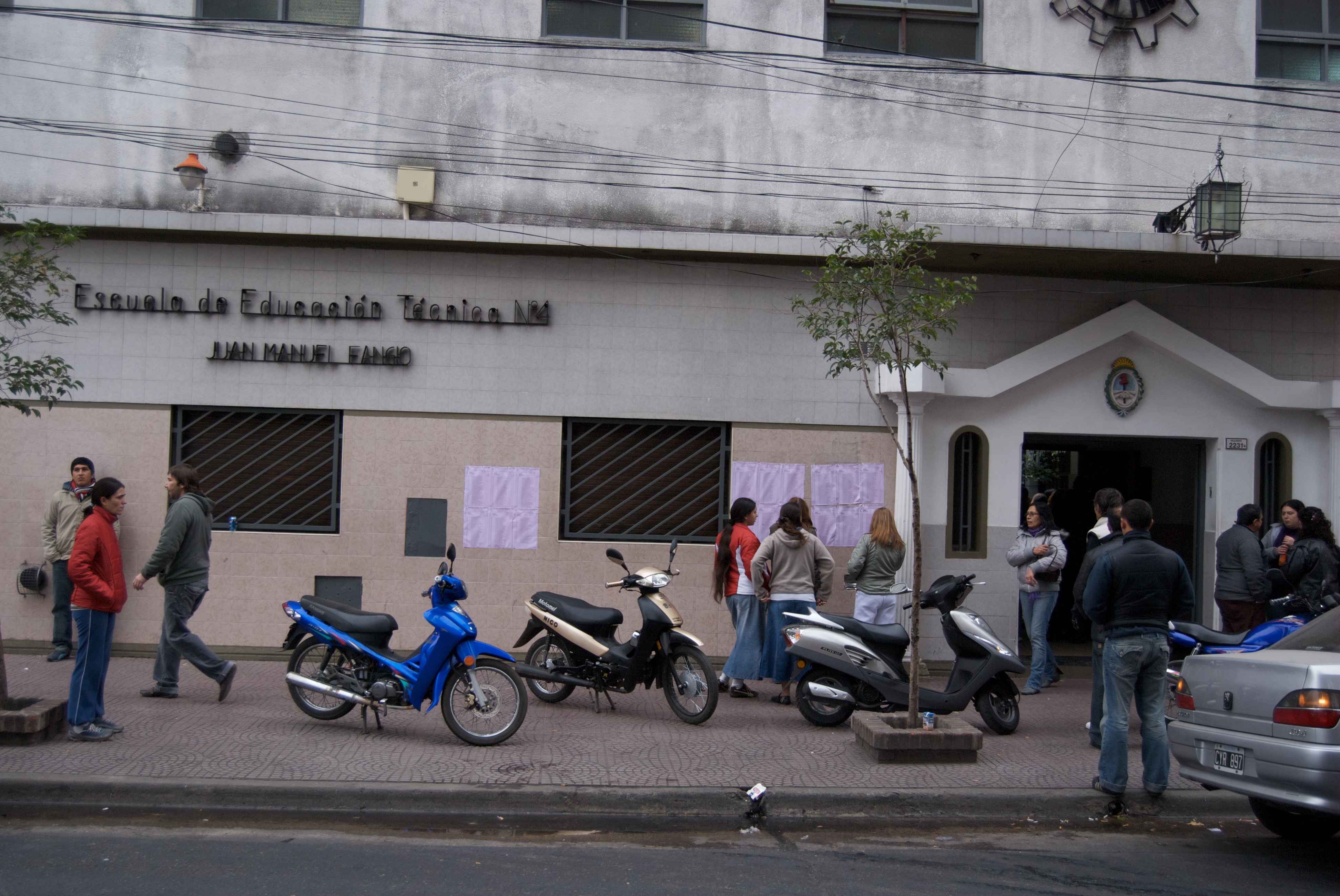
2009年阿根廷立法选举期间，选民在布宜諾斯艾利斯的一所公立学校外排队。

阿根廷宪法第37条规定了投票权，并在《国家选举法典》中进一步详细说明。所有自然出生阿根廷公民以及公民后裔，凡满16岁以上者皆有投票权，而归化公民则可以从18岁开始投票（参见阿根廷国籍法）。拥有永久居留權的非阿根廷公民无权投票国家选举，但可以根据省级法律规定投票地方选举。
投票权使用到：
- 精神不健全者（经审判确认）
- 因故意犯罪而定罪的人
- 犯非法赌博罪的人（仅三年，累犯的情况下为六年）
- 因符合逃兵条件而受到受刑的人
- 因刑事原因被宣布叛乱的人，直到叛乱停止或另行规定
- 受《政党组织法》规定限制的人
- 被宣布为不能行使政治权利的人

所有阿根廷公民都会自动登记在全国选民名册中，该选民名册每两年更新一次。对于18岁到70岁公民来讲投票是强制性。但18岁至70岁的合格选民如果符合以下条件，则可以豁免投票：
- 在选举期间必须留在其办公室的现任法官及其辅助人员
- 距离指定的投票地点超过500公里，并且通过当地警察出具的证明有理由证明的人
- 国家、省或市卫生服务机构的医生或私人医生（如果上述所有条件均不可用）的充分证明

居住在海外的阿根廷公民可以在阿根廷大使馆和领事馆投票。

## 省级选举
由省级立法机关制定的省级法律和省宪法规定了省级和地方级的选举方式。由于分权适用于各省以及联邦政府，省级立法机关和行政机关（省长）分别通过选举产生。省长由该省选举产生。
为了方便和节省成本，许多省和地方的选举与联邦总统选举同时举行。然而，有少数几个省份分别举行选举。

## 近期选举表
| 职务                   | 2019年 | 2020年              | 2021年                                                                     | 2022年              | 2023年 |
| ---------------------- | --- | ------------------- | -------------------------------------------------------------------------- | ------------------- | --- |
| 类型                   | 阿根廷初选（八月） 总统选举（十月） 参议院选举（十月） 众议院选举（十月） 省份选举(三月至十月) 基层政权 (三月至十月) | 基层政权 （无数据） | 阿根廷初选（八月） 参议院选举（十月） 众议院选举（十月） 省份选举 基层政权 | 基层政权 （无数据） | 阿根廷初选（八月） 总统选举（十月） 参议院选举（十月） 众议院选举（十月） 省份选举 (三月至十月) 基层政权 (三月至十月) |
| 总统和副总统           | 总统与副总统选举 | 无                  | 无                                                                         | 无                  | 总统与副总统选举 |
| 国家参议院             | 三分之一轮替 | 无                  | 三分之一轮替                                                               | 无                  | 三分之一轮替 |
| 众议院                 | 半数轮替 | 无                  | 半数轮替                                                                   | 无                  | 半数轮替 |
| 省份（省长和立法机构)  | 22个省长 23个议会 | 无                  | 2个省长 13个议会                                                           | 无                  | 22个省长 23个议会 |
| 基层政权（市长和议会） | （无数据） | （无数据）          | （无数据）                                                                 | （无数据）          | （无数据） |

## 注解
1. ↑  所有国家候选人同时公开初选，每个政党都必须参加
2. ↑  布宜诺斯艾利斯省、福尔摩沙省、胡胡伊省、拉里奥哈省、米西奧內斯省、圣胡安省、圣路易斯省、圣克鲁斯省共11个省份轮替三名参议员
3. ↑  布宜诺斯艾利斯自治市、查科省、恩特雷里奥斯省、內烏肯省、内格罗河省、萨尔塔省、圣地亚哥-德尔埃斯特罗省和火地省共8省轮替三名参议员
4. ↑  卡塔马卡省、丘布特省、科尔多瓦省、科连特斯省、拉潘帕省、门多萨省、圣菲省和图库曼省共8省轮替三名参议员
5. ↑  23省与布宜诺斯艾利斯自治市轮替半数众议员
6. ↑  除科连特斯省和圣地亚哥-德尔埃斯特罗省以外的所有省份与布宜诺斯艾利斯自治市
7. ↑  除圣地亚哥-德尔埃斯特罗省以外的所有省份与布宜诺斯艾利斯自治市
8. ↑  科连特斯省和圣地亚哥-德尔埃斯特罗省
9. ↑  布宜诺斯艾利斯自治市、布宜诺斯艾利斯省、卡塔马卡省、查科省、科连特斯省、福尔摩沙省、胡胡伊省、拉里奥哈省、门多萨省、米西奥内斯省、萨尔塔省、圣路易斯省和圣地亚哥-德尔埃斯特罗省
10. ↑  除科连特斯省和圣地亚哥-德尔埃斯特罗省以外的所有省份与布宜诺斯艾利斯自治市
11. ↑  除圣地亚哥-德尔埃斯特罗省以外的所有省份与布宜诺斯艾利斯自治市